# Carles Monereo Font
Carles Monereo Font (Barcelona, julio de 1957) es doctor en Psicología, Catedrático en Psicología de la Educación y profesor en la Universidad Autónoma de Barcelona, asesor educativo y conferenciante. Como investigador, especialista en estrategias de enseñanza, aprendizaje y evaluación, ha realizado numerosas conferencias, seminarios y publicaciones en revistas y editoriales especializadas en Educación y Psicología.

## Biografía
Se licenció en Filosofía y Letras (especialidad Psicología) en 1981 por la Universidad Autónoma de Barcelona e inició su carrera profesional investigando sobre atención a la diversidad educativa. En 1985 realizó la defensa de su tesis Modelos, sistemas y técnicas de Integración escolar del alumno excepcional, la primera en España sobre la integración del niño con necesidades educativas especiales en la escuela ordinaria. Fruto de esta investigación, en 1997 recibe el XVII premio Rosa Sensat por el trabajo Instantáneas: proyectos para atender la diversidad educativa, en la que se defiende la premisa de que los niños con dificultades mejoran sus aprendizajes al formar parte de experiencias educativas no segregadoras. Paralelamente trabajó para el centro Pascal, actuando como director de la sede en Barcelona, donde se centró en la enseñanza de técnicas de estudio para la mejora del aprendizaje. A partir de esa experiencia, empezó a considerar que el uso mecánico de las técnicas y métodos de aprendizaje era poco útil si no se acompañaba de una aplicación consciente y contextualizada; ello le llevó a interesarse por la investigación sobre estrategias de aprendizaje, defendiendo la necesidad de, además de dominar las técnicas de estudio, realizar una lectura intencional de cada contexto para saber cómo y cuándo aplicarlas.
En 1986 se convierte en profesor titular del departamento de Psicología Básica, Evolutiva y de la Educación de la Universidad Autónoma de Barcelona donde imparte clases de Psicología Escolar y Estrategias de Aprendizaje. También ejerce como docente en varios seminarios de tercer ciclo -postgrados y doctorados- en el área de la Psicología de la Educación y la Psicopedagogía e imparte conferencias en distintas universidades y centros educativos de España, Europa y Latinoamérica. En el año 2017 obtiene el grado de catedrático de universidad.    
Como investigador, en 1990 funda el equipo de investigación interuniversitario SINTE. Equipo de investigación de calidad, reconocido por el gobierno de la Generalidad de Cataluña. Sus principales líneas de estudio se centran en las estrategias de enseñanza, aprendizaje y evaluación, el asesoramiento e intervención psicoeducativa, el impacto de las TIC sobre el aprendizaje y la formación docente. En los últimos años sus trabajos han incidido especialmente en la evaluación de competencias, en la formación de la identidad docente a través de la gestión de incidentes críticos en el aula y en el desarrollo de un currículum competencial basado en retos, como respuesta a la crisis educativa creada por la pandemia del COVID19. Su obra consta de más de doscientas publicaciones entre libros y revistas, correspondientes a editoriales especializadas en Psicología y Educación, teniendo todos sus trabajos una clara conexión con la práctica educativa y un marcado interés por mejorar su calidad. 
Además de su actividad docente e investigadora, ha ocupado cargos como director de la colección Crítica y Fundamentos de la Editorial Graó, codirector de la revista Infancia y Aprendizaje (revista indexada en el Social Sciences Citation Index –SSCI-) y coordinador del Máster y Doctorado Interuniversitario en Psicología de la Educación (MIPE-DIPE) por su universidad. Asimismo, ha actuado como revisor habitual de diferentes publicaciones de prestigio como Cultura y Educación, Revista Mexicana de Psicología, European Journal of Psychology of Education, Learning, Culture and Social Interaction, Journal of Constructivist Psychology y Learning & Instruction, entre otras.
Recientemente también ha publicado algunos libros de relatos cortos, el primero con su amigo, pintor y poeta, Manuel Monte: Amigos para nunca (Ed. Caligrama), y el segundo en solitario: Ese runrún...(en mi cabeza) (Ed. Europa).

## Grupo de investigación
En 1990 fundó el equipo de investigación SINTE compuesto por profesores, investigadores y profesionales expertos en psicología de la educación unidos por el paradigma del aprendizaje estratégico que defiende la importancia de los procesos conscientes de planificación, autorregulación y autoevaluación para lograr aprendizajes más profundos, significativos y sostenibles. A raíz del trabajo realizado en las primeras reuniones del equipo nacen las Primeras Jornadas Internacionales en estrategias de aprendizaje, pioneras en España, a las que le seguirán dos ediciones más. De cada congreso se realizó una publicación en formato libro que resulta un material de referencia en este ámbito de estudio. Estos trabajos iniciales se recopilaron en la obra Estrategias de enseñanza y aprendizaje (Ed. Graó, 1994), un manual de referencia en muchas universidades españolas y latinoamericanas que va por su 15a reedición. Más tarde, SINTE es consolidado como equipo de investigación de referencia por la Generalidad de Cataluña, primero en 2005 y renovado en los siguientes períodos, hasta la actualidad. 
El equipo está formado por profesionales de varias universidades (Universidad Autónoma de Barcelona, Universidad Ramon Llull, Universidad Pompeu Fabra y Universidad Abierta de Cataluña) y centra sus actividades de investigación, formación y difusión en el estudio de las estrategias utilizadas por profesores y estudiantes para la mejora de los procesos de enseñanza, aprendizaje y evaluación, tanto en ámbitos de educación formal como no formal. El funcionamiento de SINTE, a través de grupos de investigación unidos por una misma voluntad de mejora de la calidad educativa, ha posibilitado el desarrollo de diversos proyectos, siendo sus especialidades la identidad y formación del docente (grupo IdentitES), el aprendizaje entre iguales (grupo GRAI), las estrategias de lectura y escritura académicas (grupo LEST) y la psicología intercultural (grupo DEHISI). Recientemente, movido por el interés de transferir el conocimiento creado durante años de investigación, se ha creado SINTEdi con el objetivo de llevar a cabo proyectos de formación docente, asesoría y consultoría para el desarrollo e innovación en instituciones educativas.
En los últimos cinco años se ha producido un renovado interés por parte del equipo en la Dialogical Self Theory introducida por el Dr. Hubert J.M. Hermans. Fruto de este interés ha sido la publicación de monográficos sobre el cambio en la identidad educativa o la organización del XI International Conference on Dialogical Self del 7 al 10 de junio de 2021 en Barcelona.

## Publicaciones destacadas

### Libros
- Monereo,C., Weise,C. & Hermans,H.(2021). Dialogicality. Personal, Local & Plannetary Dialogue in Education, Health, Citizenship and Research. Nijmegen: International Society for Dialogical Science (ISDS).
- Garner, H.; Goleman, D.; Monereo, C., Tonucci, F. et al. (2016) Hablemos de Educación. Barcelona: Vicens-Vives.
- Monereo, C.; Monte, M. y Andreucci, P. (2015) La gestión de incidentes críticos en la Universidad. Madrid: Narcea.
- Monereo, C. (2014) Enseñando a enseñar en la universidad. La formación del profesorado en base a incidentes críticos. Barcelona: Octaedro; ICE-UB, IDES-UAB.
- Monereo, C. y Monte, M. (2011). Docentes en tránsito. Análisis de incidentes críticos en secundaria. Barcelona: Graó.
- Monereo, C. y Pozo, J.I. (2011). La Identidad en Psicología de la Educación: necesidad, utilidad y límites. Madrid: Narcea.
- Monereo, C. (coord.) (2009). Pisa como excusa. Repensar la evaluación para cambiar la enseñanza. Barcelona: Graó.
- Coll, C. y Monereo, C. (eds.) (2008). Psicología de la Educación Virtual. Madrid: Morata.
- Badia, A. Mauri, T. y Monereo, C. (coord.) (2006) La práctica psicopedagógica en educación no formal. Barcelona: EDIUOC.
- Monereo, C. y Pozo, J.I. (2005). La práctica del asesoramiento educativo a examen. Barcelona: Graó.
- Monereo, C. (coord.) (2005). Internet y competencias básicas. Barcelona: Graó. (mención honorífica en los Premios AULA 2006, organizados por Caja de Madrid y el MEC).
- Badia, A. Mauri, T. y Monereo, C. (coord.) (2004) La práctica psicopedagógica en educación formal. Barcelona: EDIUOC.
- Monereo, C. y Pozo, J.I. (coord.) (2003).La universidad ante la nueva cultura educativa. Enseñar y aprender para la autonomía. Madrid: Síntesis-ICE/UAB.
- Monereo, C. y Duran, D. (2002) Entramados. Métodos de enseñanza cooperativa y colaborativa. Barcelona: edebé. (Traducción catalana 2001). (Traducción portuguesa, 2005: Tramas. Procedimentos para a aprendizagem. Porto Alegre: Artmed).
- Monereo, C. (Coord.). (2001). Ser estratégico y autónomo aprendiendo. Unidades de enseñanza estratégica para la ESO. Barcelona: Graó.
- Monereo, C. (Coord.) (2000). Estrategias de aprendizaje. Madrid: Visor.
- Pozo, J.I. y Monereo, C. (Coord.)(1999). El aprendizaje estratégico. Enseñar a aprender desde el currículo. Madrid: Santillana.
- Monereo, C. (Coord.) y otros (1998). Instantànies. A propòsit de la diversitat educativa. Barcelona: Edicions 62. (Edición castellana: Instantáneas. Madrid: Celeste, 2000).
- Monereo, C. y Castelló, M. (1997).Las estrategias de aprendizaje. Como incorporarlas a la práctica educativa. Barcelona: edebé.
- Monereo, C. y Solé, I. (Coord.) (1996) El asesoramiento psicopedagógico: una perspectiva profesional y constructivista. Madrid: Alianza Editorial. (Traducción Portugués: O assessoramento psicopedagógico: uma perspectiva profíssional e constructivista. Porto Alegre: Artmed).
- Monereo, C. (coord.); Castelló, M.; Clariana, M.; Palma, M. y Perez Cabaní, M.L. (1994) Estrategias de enseñanza y aprendizaje. Formación del profesorado y aplicación en la escuela. Barcelona: Graó.(Edición mexicana publicada por SEP en 1998).
- Monereo, C. (Comp.)(1990). Enseñar a aprender y a pensar en la escuela. Madrid: Aprendizaje.
- Monereo, C. (1988). Integració educativa: Sistemes i tècniques. Barcelona: Documents d'Educació Especial núm. 10, Dept. Ensenyament de la Generalitat de Catalunya.

### Artículos
- Monereo, C. & Caride, M. Becoming a Professional: Analysis of the Reciprocal Influence between I-Positions and We-Positions in a Group of University Students. Journal of Constructivist Psychology (aceptado, en prensa).
- Monereo, C. & Badia, A. (2020). A dialogical self-approach to understanding teacher identity in times of educational innovations. Quaderns de Psicologia, 22(2). https://doi.org/10.5565/rev/qpsicologia.1572
- Álvarez-Bernárdez, P.R. & Monereo, C. (2020) Literary interpretation as a dialogue between positions. Ocnos, 19 (2): 7-16.
- Monereo, C. (2019) The role of critical incidents in the dialogical construction of teacher identity. Analysis of a professional transition case. Learning, Culture and Social Interaction, 20, 4-13.
- Álvarez-Bernárdez, P.R. & Monereo, C. (2017) I Do Not Want to Learn Spanish. Critical Incidents in the Spanish as a Foreign and Second Language Classroom. VIAL -Vigo International Journal of Applied Linguistics-, 14, 9-38.
- Scartezini, R. & Monereo, C. (2016). The development of university teachers’ professional identity: a dialogical study. Research Papers in Education, 33(1); 42-58.
- De Oliveira, J. M.; Henriksen, D.; Castañeda, L.; Marimon, M.; Barberá, E.; Monereo, C.; Coll, C.; Mahiri, J. & Mishra, P. (2015). The educational landscape of the digital age: Communication practices pushing (us) forward. RUSC. Universities and Knowledge Society Journal. 12(2).
- Monereo, C. y Domínguez, C. (2014) La identidad docente de los profesores universitarios competentes. Educación XX1, 17(2); 83-104.
- Monereo,C. (2013) La Investigación en la formación del profesorado universitario: hacia una perspectiva integradora. Infancia & Aprendizaje, 36(3); 281-291.
- Monereo,C., Weise,C. y Álvarez,I.M. (2013). Cambiar la identidad docente en la Universidad. Formación basada en incidentes dramatizados. Infancia & Aprendizaje, 36(3), 323-340.
- Monereo, C., Weise, C. y Álvarez, I.M. (2013). Cambiar la identidad docente en la Universidad. Formación basada en incidentes dramatizados, 36(3).
- Monereo, C. y Badia,A.(2013) Aprendizaje estratégico y tecnología de la información y la comunicación: una revisión crítica. Teoría de la Educación. Educación y Cultura en la Sociedad de la Información,14 (2), 15-41.
- Monereo, C. y Domínguez, C. (2013) La identidad docente de los profesores universitarios competentes. Educación XX1, 16(2).
- Monereo,C. y Badia,A. (2012) La competencia informacional desde una perspectiva psicoeducativa: enseñanza en base a problemas prototípicos y emergentes. Revista española de documentación científica, 35 (3); 76-100.
- Monereo, C.; Sánchez-Busqués, S. y Suñé, N. (2012) La enseñanza auténtica de competencias profesionales. Un proyecto de aprendizaje recíproco instituto-universidad. Profesorado. Revista de curriculum y formación del profesorado, 16 (1). http://www.ugr.es/~recfpro/rev161ART6.pdf
- Monereo,C. (2010) ¡Saquen el libro de texto! Resistencia, obstáculos y alternativas en la formación de los docentes para el cambio educativo. Revista de Educación, 352; 583-597.
- Monereo, C. (2010) La formación del profesorado: una pauta para el análisis e intervención a través de incidentes críticos. Revista Iberoamericana de Educación, 52; 149-178.
- Monereo, C. (2010) ¡Saquen el libro de texto! Resistencia, obstáculos y alternativas en la formación de los docentes para el cambio educativo. Revista de Educación, 352; 583-597.
- Monereo,C.; Badia,A., Bilbao,G.; Cerrato,M. y Weise,C. (2009) Ser un docente estratégico: cuando cambiar la estrategia no basta. Cultura y Educación, 21, 3; 237-256.
- Monereo, C., Castelló, M. Durán, D. y Gómez, I. (2009)  Las bases psicoeducativas del proyecto PISA como guía para el cambio en las concepciones y prácticas del profesorado de secundaria. Infancia y Aprendizaje, 32 (3); 421-447.
- Monereo, C.; Badia, A., Bilbao, G.; Cerrato, M. y Weise, C. (2009) Ser un docente estratégico: cuando cambiar la estrategia no basta. Cultura y Educación, 21, 3; 237-256.
- Monereo,C. (2007) Hacia un nuevo paradigma del aprendizaje estratégico: el papel de la mediación social, del self y de las emociones. Revista de investigación educativa, 5 (3); 239-265.
- Monereo,C. y Pozo,J.I (coord.) (2007). Monográfico sobre competencias básicas. Cuadernos de Pedagogía, 370; julio de 2007.
- Monereo,C. (2005) Aprender a lo largo y ancho de la vida: preparando a los ciudadanos para la infopolis. Aula de innovación educativa; 138; 7-9.
- Durán,D. & Monereo,C.(2005). Styles and sequences of cooperative interaction in fixed and reciprocal peer tutoring. Learning & Instruction, 15; 179-199.
- Monereo,C. (2004) The virtual construction of the mind: the role of educational psychology. En Interactive Educational Multimedia, 9; 32-47. (revista electrónica: http:// 161.116.7.102/iem).
- Monereo,C. (2003) Internet y competencias básicas. Aula de innovación educativa; 126; 16-20.

## Premios
- XVII Premi Rosa Sensat de Pedagogia (1997) por el trabajo Instantànies: projectes per atendre la diversitat educativa.
- Mención honorífica de los premios AULA al mejor libro educativo (2006) por la obra Internet y Competencias básicas.